# I nostri anni
I nostri anni és una pel·lícula italiana del 2000 dirigida per Daniele Gaglianone.
Es va presentar a competició al Festival de Cinema de Torí 2000 i a la Quinzena de Cineastes al 61a Mostra Internacional de Cinema de Venècia.

## Argument
L'Alberto i la Natalino, expartisans, es troben després d'anys de separació per recuperar esdeveniments passats, després que Alberto entri en un hospici i trobi un antic comandant feixista de les brigades negres que havia matat un dels seus companys d'armes, Silurino.
La pel·lícula acaba amb la frase: «Els nostres anys han passat com una història que ens han explicat i el lloc on van passar aquestes coses no en conservarà cap rastre.

## Repartiment
- Virgilio Biei: Alberto
- Piero Franzo: Natalino
- Giuseppe Boccalatte: Umberto Passoni
- Massimo Miride: Alberto Giovane
- Enrico Saletti: Natalino jove
- Luigi Salerno: Silurino
- Carlo Cagnasso: partisà ferit
- Luciano D'Onofrio: partisà ferit
- Stefano Ferrero: partisà ferit
- Diego Canteri: Umberto Passoni jove
- Leonardo De Pilla: entrevistador
- Monica Affatato: entrevistadora
- Marisa Bonetti: directora de residència d'avis
- Liliana Olariu: infermera

## Premis
La pel·lícula va guanyar el premi a la millor pel·lícula a Cervino Cinemountain 2001. També va participar en la XXII edició de la Mostra de València, on va rebre el premi a la millor actuació masculina.
Gaglianone va ser nominat al Nastro d'argento al millor director novell.